# Oratorio di Sant'Anna (Prato)
L'oratorio di Sant'Anna di Prato si trova in viale Piave, poco distante dal castello dell'Imperatore.

## Storia e descrizione
L'oratorio, di forme neogotiche, fu costruito nel 1926-28, su progetto del fiorentino Aurelio Norchi, per il Piccolo educatorio di Sant'Anna (per orfane e ragazze abbandonate, fondato nel 1891). Nacque come sacrario dei caduti della prima guerra mondiale, i cui nomi sono incisi in quattro lastre di marmo, separate da lesene, che formano le ali laterali della facciata.
I vasti locali dell'educatorio (che inglobò l'antica chiesa di San Tommaso alla Cannuccia , dell'XI secolo) ospitano oggi una comunità di Salesiani ed il gruppo giovanile omonimo, uno dei più importanti della città.

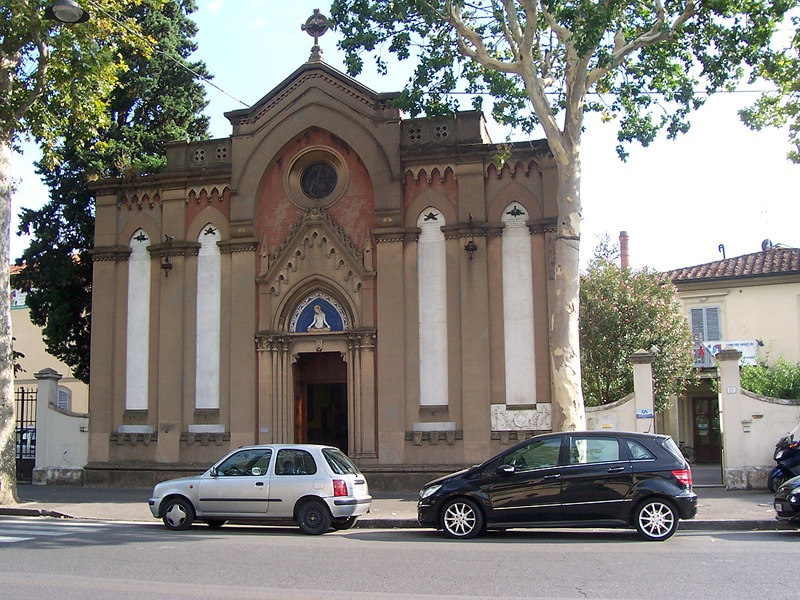
Facciata
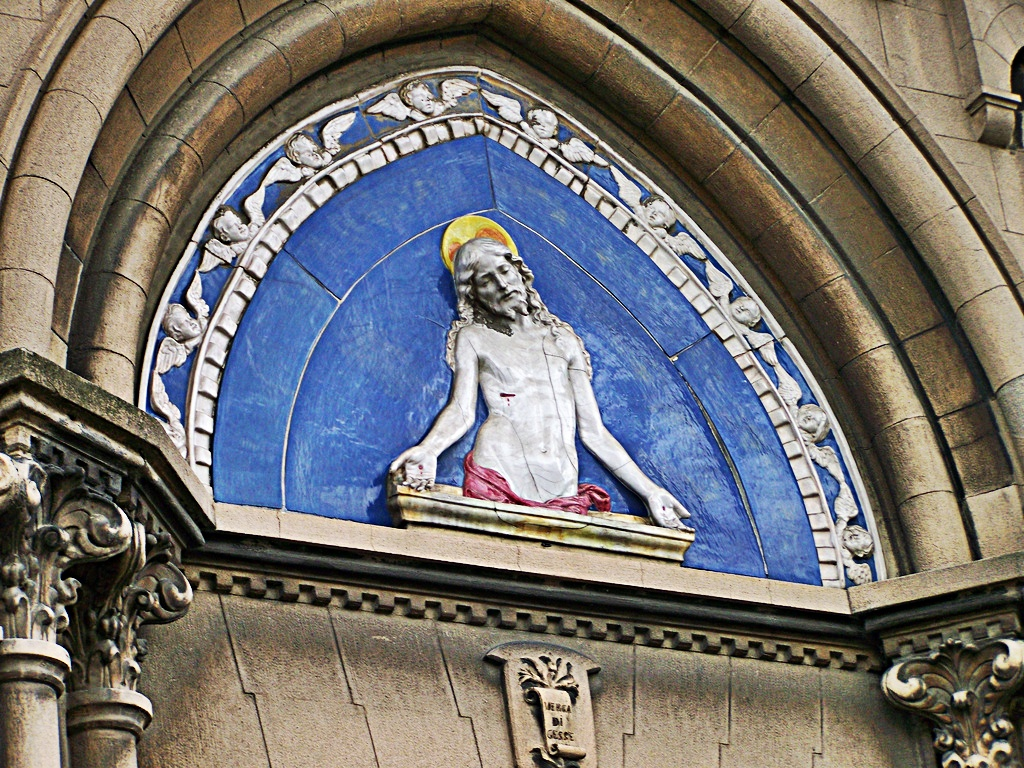
Lunetta
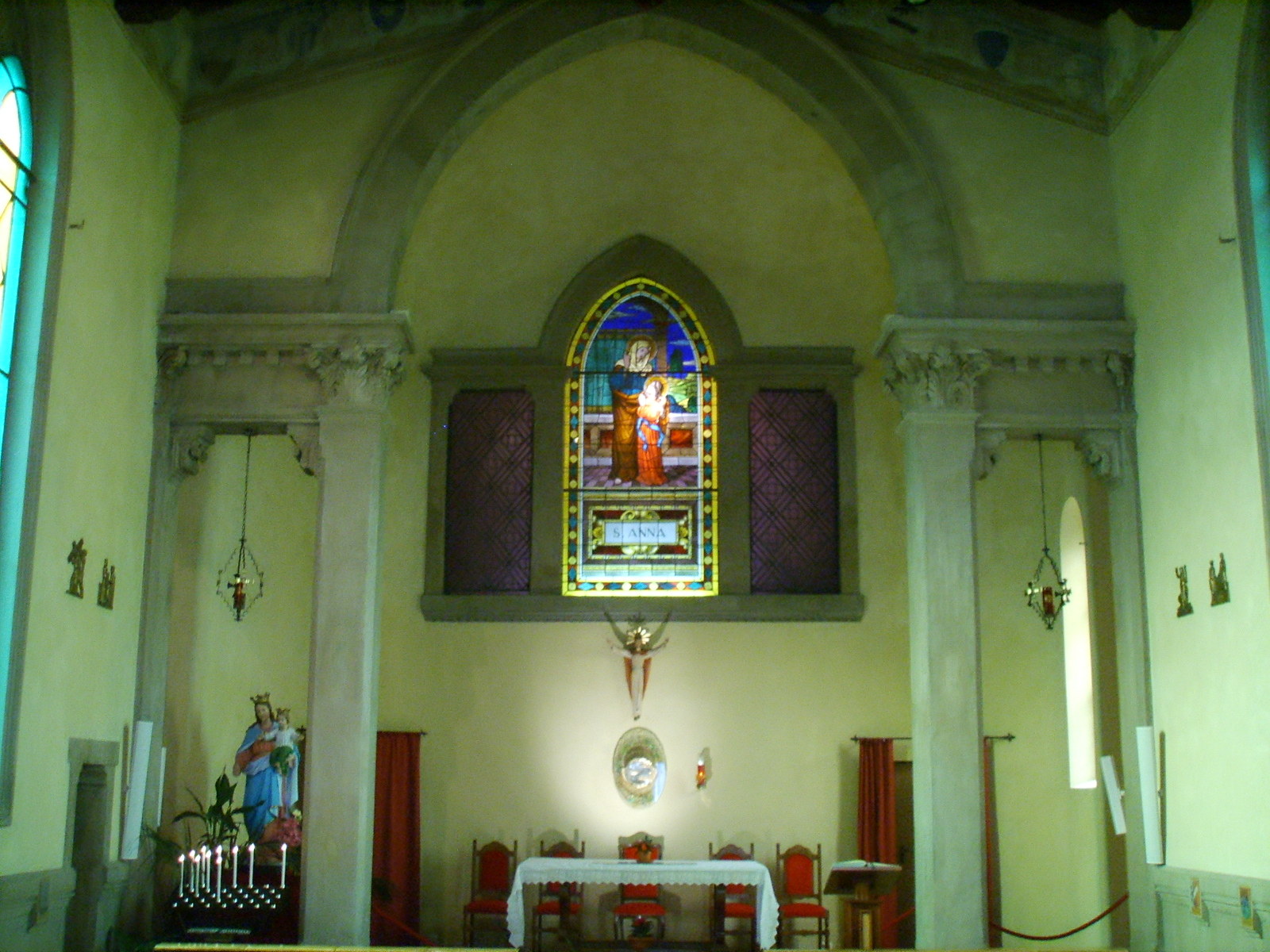
Interno
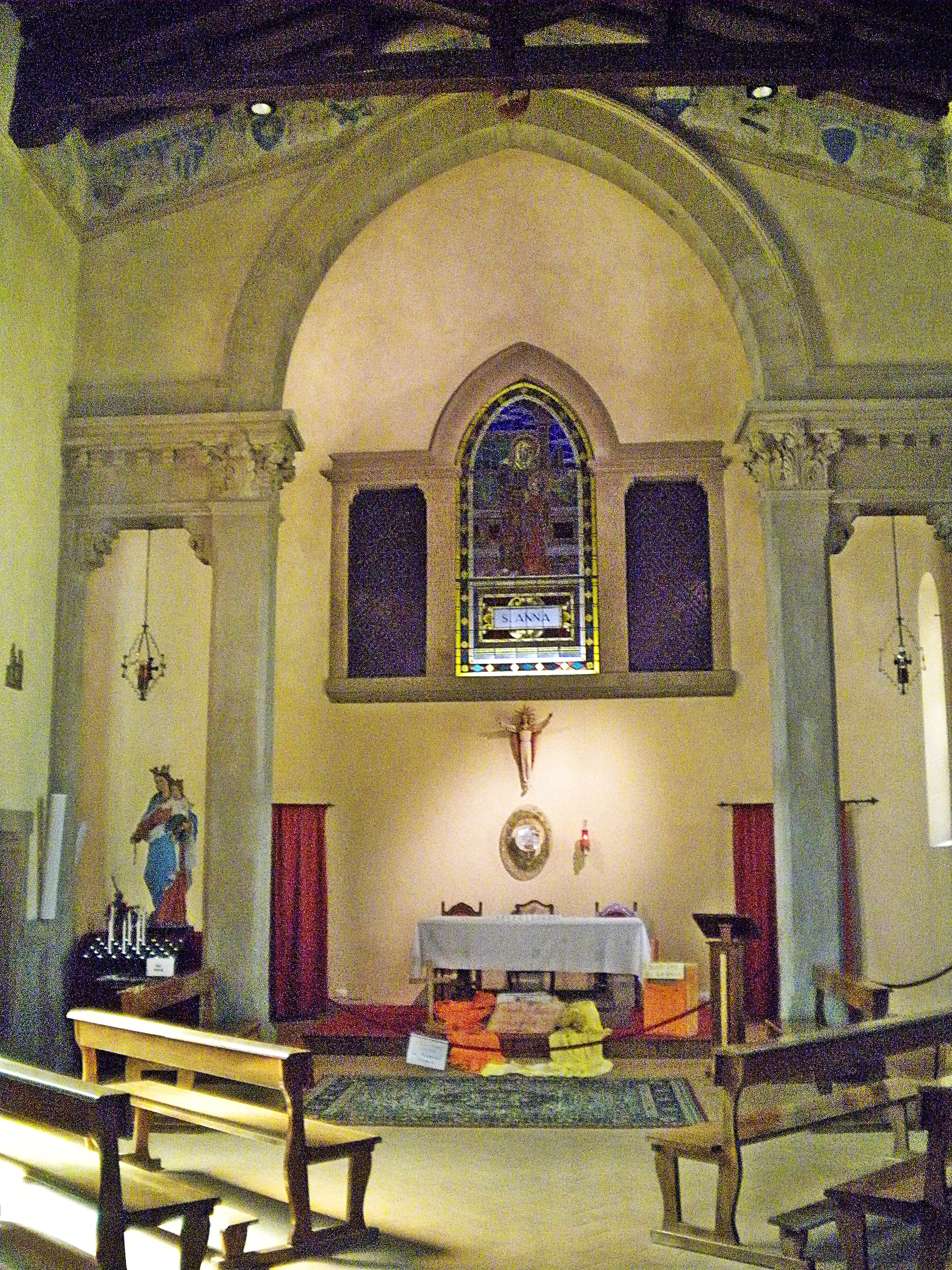
Altare